# Однодольні
Однодольні, Монодикоти (Monodicots) або Ліліопсиди (Liliopsida), Односім'ячастко́ві або одночастко́ві росли́ни  — клас квіткових рослин, що характеризується наявністю у зародка одної насінної долі. За біомасою, що виробляється, однодольні складають значну більшість рослин у сільському господарстві. Клада нараховує 11 порядків, ≈ 78 родин і понад 60 тис. видів.
Однодольні (monocots) є сестринською групою до клади, утвореної кушироцвітими й евдикотами.
Найбільша родина в цьому класі (і усіх Покритонасінних) — Зозулинцеві або Орхідні (Orchidaceae), з близько 20 000 видів. Вони мають дуже складні і красиві квітки, пристосовані для запилення певними видами комах.
Найважливіша економічно родина класу (і усіх Покритонасінних) — Тонконогові або Трави (Poales або Gramineae). Вона включає всі зернові культури (рис, пшениця, кукурудза тощо), трави пасовищ і бамбук. Ця родина еволюціонувала в іншому напрямі, ставши спеціалізованою для запилення вітром. Тонконогові формують набагато менші за розміром квітки, які зібрані в високих видимих плюмажах (суцвіття).
Більшість Однодольних добре переносять несприятливі умови життя. У багатьох з них органи вегетативного розмноження — кореневища, бульби, цибулини — зберігаються у ґрунті.
До класу Однодольні належать багато корисних та економічно важливих сільськогосподарських рослин світу: хлібні злаки, зокрема пшениця, жито, ячмінь, овес, кукурудза, рис, сорго, просо, цінні кормові трави та овочеві культури, декоративні рослини.
Більшість однодольних це трави і жодна не має справжньої деревини. Проте з-поміж однодольних деякі пальмові (Arecaceae), ксанторея (Xanthorrhoea), бамбуки (Bambusoideae), Pandanus, Юка і драконове дерево набувають деревоподібних форм. Ліани є відносно рідкісними серед однодольних, однак три з них є поширеними: Dioscorea, Smilax, Tillandsia.

## Назва та морфологія

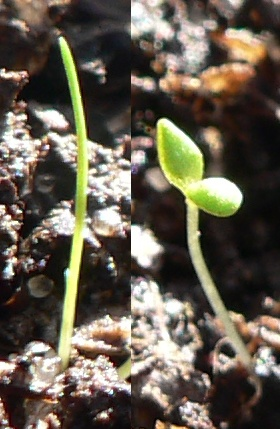
Росток однодольної рослини (ліворуч) порівняно з дводольною рослиною (праворуч).

Назва однодольних рослин походить від традиційної ботанічної назви групи Monocotyledones, котра вказує на те, що більшість членів цієї групи мають одну сім'ядолю (ембріональний лист) в насінині. Ця ознака відрізняє їх від решти насінних рослин, традиційно відомих як дводольні (Dicotyledones), які звичайно мають дві сім'ядолі в насінині. З діагностичної точки зору число сім'ядоль не є ні зручною ознакою (оскільки вони присутні тільки протягом дуже короткого періоду в житті рослини), ні повністю надійною.
Проте, однодольні — чітко визначена група. Однією з найпомітніших рис є потрійна квітка однодольних, з трьома частинами квітки або з числом цих частин кратним трьом. Наприклад, квітка однодольної рослини звичайно має три, шість, або дев'ять пелюсток. Багато однодольних також мають пагони з паралельними судинами.
Інші відмінності наведені нижче. Відмітьте, що вони не універсальні, існує багато виключень. Вказані відмінності вірніші для Однодольних (Monodicots) і Евдикотів (Eudicots), як вони визначені в системі APG II:
Квітки: У однодольних квітки — тримірні (кількість частин квітки кратна трьом), тоді як в дводольних квітки — тетрамірні або пентамірні (кількість частин квітки кратна чотирьом або п'яти).
Усі корені однієї рослини утворюють кореневу систему.
Пилок: У однодольних пилкове зерно має одну борозну або пору, тоді як у дводольних воно має три.
Насіння: У однодольних ембріон має одну сім'ядолю, тоді як ембріон дводольних має два.
Стебло: У однодольних судинні в'язки в стеблі розсипані, тому що там немає камбію, а в дводольних зібрані в кільця, тому що є камбій

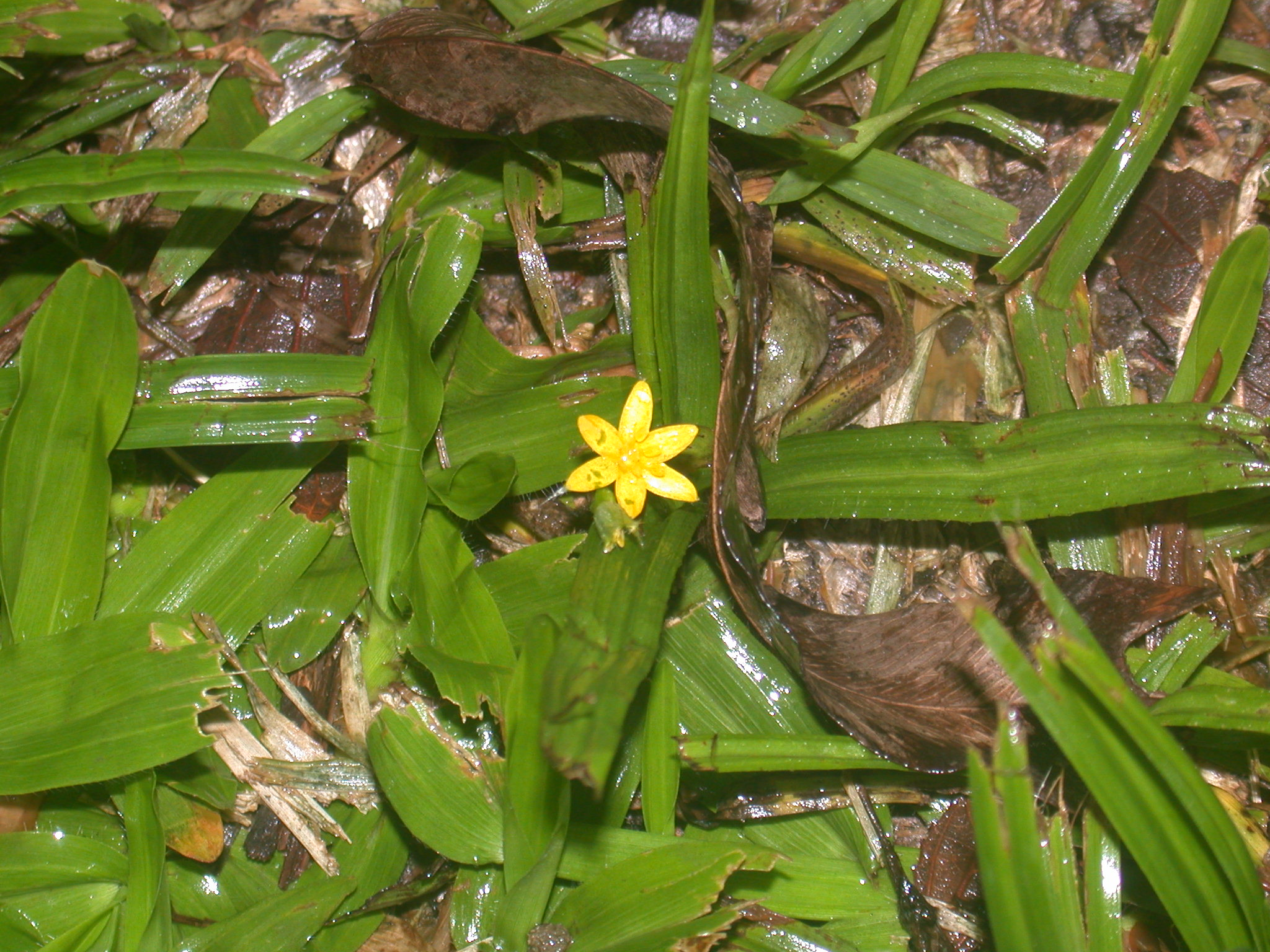
Hypoxis decumbens L. з типовим для однодольних перегоном і паралельним листовим жилкуванням

Коріння: У однодольних коренева система мичкувата, в дводольних вона стрижнева.
Листя: У однодольних головні листові судини паралельні, тоді як в дводольних вони сітчасті.

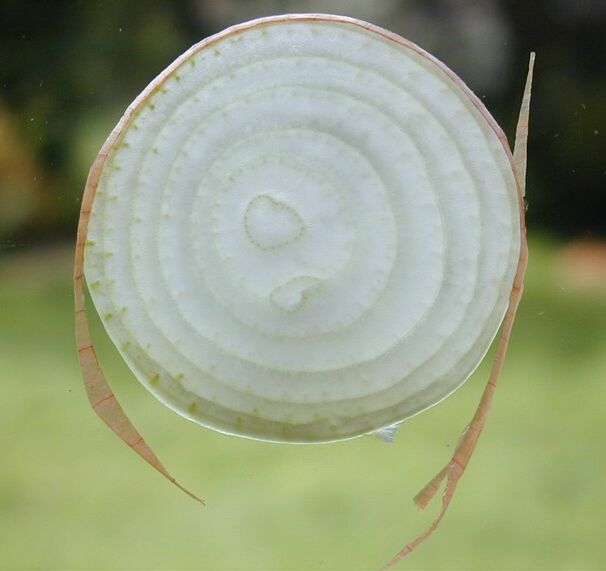
Зріз цибулини, помітні паралельні судини

Проте, ці відмінності не постійні: деякі однодольні мають характеристики, типовіші для дводольних, і навпаки. Так виникає тому, що «дводольні» — парафілетична група щодо однодольних, і деякі дводольні можуть бути ближче пов'язаними з однодольними, ніж з іншими дводольними. Зокрема, декілька ранніх гілок філогенетичного дерева дводольних поділяють характеристики однодольних, що свідчить, що ці характеристики не визначають тільки однодольні рослини. Коли однодольні порівнюють з евдикотами, відмінності конкретніші.

## Класифікація
Однодольні формують монофілетичну групу, що виникла досить рано в історії квіткових рослин, тобто близько 200 млн років тому. Найранніші скам'янілості однодольних відносяться до раннього Крейдяного періоду (120 млн. років тому).
Таксономісти мають значну широту в позначенні цієї групи, оскільки однодольні — група рангом вище родини. Глава 16 ICBN дозволяє або описову назву, або назву, сформовану від назви однієї з включених родин.
Історично, однодольні рослини були названі:
- Monocotyledoneae в системах де Кандолля і Енглера.
- Monocotyledones в системі Бентама і Гукера та системі Веттштайна
- клас Liliopsida в системах Кронквіста і Тахтаджяна.
- підклас Liliidae в системі і системі Далгрена і системі Торна
- клада Монокоти в системах APG і APG III.

Українською мовою вони відомі як Однодольні, Односім'ядольні, Ліліопсіди, Монодікоти.
Кожна з систем, згаданих вище, використання свою власну внутрішню таксономію групи. Однодольні рослини знамениті як група, яка надзвичайно стійка в своїх зовнішніх межах, але надзвичайно нестійка у внутрішній таксономії (історично ніякі дві авторитетні системи не погодилися щодо відносин видів у групі).